# Lawn Tennis Association
A Lawn Tennis Association (LTA) é o órgão regulador nacional do tênis no Reino Unido, foi fundada em 1888 e o primeiro presidente foi o campeão de Wimbledon sete vezes William Renshaw.
A LTA promove todos os níveis de tênis de grama. Ela acredita que o tênis pode fornecer "recompensas físicas, sociais e mentais dentro e fora da quadra". A Princesa de Gales é patrona da LTA desde 2017.

## História
A British Lawn Tennis Association foi formada em 1888, onze anos após o primeiro Torneio de Wimbledon. Foi encarregada de manter as novas regras e padrões do esporte emergente do tênis no Reino Unido.
Em 1978, um inquérito do governo foi realizado sobre o estado do tênis britânico, que acusou o LTA de complacência e falta de ação no desenvolvimento do jogo. Durante as décadas de 1980 e 1990, várias iniciativas foram lançadas na tentativa de aumentar o perfil do tênis no Reino Unido e promover o interesse e a participação no esporte fora da quinzena de Wimbledon. Milhões de libras foram investidos na construção de centros internos e em iniciativas de coaching e treinamento. No entanto, no final da década de 1990, ficou claro que essas iniciativas amplas não surtiam o efeito desejado, então a LTA voltou-se para abordagens mais direcionadas com o objetivo de: atrair e manter os juniores no jogo; mudar a cultura entre os clubes para se tornarem mais "amigáveis aos juniores"; identificar os melhores jovens jogadores e ajudá-los a se desenvolver. Isto levou ao lançamento em 2000 do "Club Vision", uma nova estratégia para fornecer maior apoio e recursos aos clubes de tênis progressivos, seguido em 2001 pelo programa "City Tennis Club", que visava especificamente incentivar jovens jogadores de origens diversas e desassistidas em áreas das cidades.
Em 2004, a Lawn Tennis Association considerou mudar seu nome para "Tennis GB" em uma tentativa de se livrar de sua imagem antiquada de classe média e atrair mais jovens para o esporte, mas a mudança proposta não foi implementada.
Em março de 2019, a LTA lançou uma nova iniciativa chamada "Tennis Opened Up" para promover o esporte para um público mais amplo, com a missão declarada de "fazer o tênis crescer tornando-o relevante, acessível, acolhedor e agradável". Juntamente com a iniciativa, houve também uma grande estratégia de rebranding em que o nome completo "Lawn Tennis Association" foi descartado e um novo logotipo ostentando apenas a sigla "LTA" foi apresentado.